# Nephodia bilinea
Nephodia bilinea är en fjärilsart som beskrevs av Paul Dognin 1900. Nephodia bilinea ingår i släktet Nephodia och familjen mätare. Inga underarter finns listade i Catalogue of Life.